# 岡豊
岡 豊（、1925年〈大正14年〉7月11日 - 2000年〈平成12年〉7月27日）は、日本の元俳優である。妻は女優の記平佳枝。

## 人物
東京府東京市（現在の東京都）出身。早稲田大学卒業。
東宝ニューフェイス第1期として東宝に所属。クレジットされる作品は少ないが、ジャンルを問わず数多くの映画に出演。特に特撮映画では新聞記者を演じていることが多い。アナウンサー役もいくつか演じており、記平は特にアナウンスを学んだことはなく、東京出身で訛りがないため選ばれたのではないかと述べている。
俳優の中島春雄とは両夫婦で新婚旅行に行くほど仲が良かった。
1971年（昭和46年）、専属俳優一斉解雇の際に俳優を引退。記平によると、引退後はビル管理会社に勤務していたという。
2000年（平成12年）7月27日、死去した。75歳没。

## 出演作品

### 映画
- 女ごころ誰か知る（1951年） - 井村
- 四十八人目の男（1952年） - 岡部金右衛門
- 港へ来た男（1952年）
- 花の中の娘たち（1953年） - フロントのボーイ
- 太平洋の鷲（1953年） - 搭乗士官1[10]
- 愛人（1953年） - ホールの客
- 赤線基地（1953年） - 吏員
- さらばラバウル（1954年） - 葉山中尉
- 宮本武蔵（1954年） - 役人
- ゴジラシリーズ
  - ゴジラ（1954年） - 警戒警報のアナウンス[5][4]
  - キングコング対ゴジラ（1962年） - 自衛隊員[4]、ファロ島民[4]
  - モスラ対ゴジラ（1964年） - 浜風ホテルのフロント[4]、静之浦の住民[4]、記者[4]、船着場の漁師[4]
  - 三大怪獣 地球最大の決戦（1964年） - 電力会社社員[10][2][4]（発電所職員[5]）
  - 怪獣大戦争（1965年） - 記者[11][2][4]
  - 怪獣総進撃（1968年） - 記者B[10]
  - ゴジラ対ヘドラ（1971年） - 下士官[12][4]
- 透明人間（1954年） - NTVアナウンサー[7][13][5]、銀座の通行人 [2役][要出典]
- 顔役無用 男性No.1（1955年） - こけ政
- 不滅の熱球（1955年） - 中島治康
- 宮本武蔵 完結篇 決闘巌流島（1956年） - 細川忠利
- 乱菊物語（1956年）
- 暗黒街（1956年） - 土屋
- あの娘が泣いてる波止場（1956年） - 政
- 兄とその妹（1956年） - 社員
- 日蝕の夏（1956年） - コーチ
- 空の大怪獣 ラドン（1956年） - パイロット・北原[1][2][3]
- 目白三平物語 うちの女房（1957年） - 巡査
- 「動物園物語」より 象（1957年） - 高橋（豹係）
- 恐怖の弾痕（1957年） - 高城の乾分
- 青い山脈（1957年） - 男
- 地球防衛軍（1957年） - 自衛隊員[要出典]
- 変身人間シリーズ
  - 美女と液体人間（1958年） - 指揮老巡査[10]
  - 電送人間（1960年） - A社記者[10]
  - ガス人間㐧1号（1960年） - 観客の男1[10][2]（チンピラ[1][3]）
  - マタンゴ（1963年） - 医師B[14]
- 大番 完結篇（1958年） - 社員
- 大怪獣バラン（1958年） - P2V-1（爆撃機）攻撃手[要出典]
- 裸の大将（1958年） - 電車の乗客
- 孫悟空（1959年）
- 潜水艦イ-57降伏せず（1959年） - 足立中尉（通信長）[10]
- 日本誕生（1959年） - 高天原の神[15]
- 宇宙大戦争（1959年） - スピップ号乗員二号機[16]
- 女が階段を上る時（1960年） - 圭子の夫（写真出演）
- 羽織の大将（1960年） - 放送プロデューサー
- ハワイ・ミッドウェイ大海空戦 太平洋の嵐（1960年） - 西原大尉[10]
- 駄々っ子亭主 続姉さん女房（1960年） - 新聞記者
- 独立愚連隊西へ（1960年） - 憲兵
- 顔役暁に死す（1961年） - カジノバーの客、倉岡署の警官 [2役]
- 社長シリーズ
  - 続・社長道中記（1961年） - 社員
  - 社長忍法帖（1965年） - 空港の作業員
- モスラ（1961年） - 大型輸送機機長[10]（第一攻撃隊隊長[17]）
- 世界大戦争（1961年） - 東京ミサイル防空司令部計算員[18]
- 二人の息子（1961年） - 中古車のセールスマン
- 妖星ゴラス（1962年） - 南極基地作業員[要出典]
- 重役候補生No.1（1962年） - 田島
- 香港の星（1962年） - 雑誌社のカメラマン
- 無責任シリーズ
  - ニッポン無責任時代（1962年） - 葬儀の受付係
  - ニッポン無責任野郎（1962年） - 経理部員
- 若い季節（1962年） - 宣伝課長
- 太平洋の翼（1963年） - 村上一飛曹[10]
- にっぽん実話時代（1963年） - バー「ゆき」の客
- あの娘に幸福を（1963年） - 秋山
- 青島要塞爆撃命令（1963年） - 楊白麗をからかう水兵[要出典]
- 若大将シリーズ
  - ハワイの若大将（1963年） - 審判員
  - フレッシュマン若大将（1969年） - 赤木係長
  - ニュージーランドの若大将（1969年） - 高橋
- 海底軍艦（1963年） - 警官に怒鳴る三原山の観光客[1]
- 君も出世ができる（1964年） - 羽田空港到着出口から出て来る男
- 狸シリーズ
  - 天才詐欺師物語 狸の花道（1964年） - 運転手
  - 狸の大将（1965年） - 空港オトリの男
- 宇宙大怪獣ドゴラ（1964年） - 運搬会社主任[10]
- クレージー映画（時代劇）
  - ホラ吹き太閤記（1964年） - 織田家の武将
  - 花のお江戸の無責任（1964年）
  - クレージーの無責任清水港（1966年） - 野次馬[注釈 2]
- 日本一シリーズ
  - 日本一のゴマすり男（1965年） - 整備員・吉田
  - 日本一の男の中の男（1967年） - TVディレクター
  - 日本一の裏切り男（1968年） - 野党代議士
- 太平洋奇跡の作戦 キスカ（1965年） - 宮本水警隊長[10]
- 戦場にながれる歌（1965年） - 基地の少佐
- 香港の白い薔薇（1965年） - 日宝の社員
- クレージー作戦シリーズ
  - 大冒険（1965年） - 隊員C[19]
  - クレージーだよ奇想天外（1966年） - 大聖本社の社員（警備係）
  - クレージーの大爆発（1969年） - 金塊責任者の側近
- フランケンシュタインの怪獣 サンダ対ガイラ（1966年） - 記者4[10]
- お嫁においで（1966年） - レストランのボーイ
- キングコングの逆襲（1967年） - エクスプロアー号乗員
- 乱れ雲（1967年）
- 100発100中 黄金の眼（1968年） - クラブマネージャー
- 東宝8.15シリーズ
  - 連合艦隊司令長官 山本五十六（1968年） - 飛行長（赤城）[20]
  - 日本海大海戦（1969年） - 白襷隊指揮官[要出典]
- 緯度0大作戦（1969年） - 記者
- 大日本スリ集団（1969年） - 医者
- 頑張れ! 日本男児（1970年） - 山田
- 悪魔が呼んでいる（1970年） - 重役
- 走れ! コウタロー 喜劇・男だから泣くサ（1971年） - 西川伸造

### テレビドラマ
- ウルトラQ（1966年）
  - 第4話「マンモスフラワー」 - 自衛官
  - 第5話「ペギラが来た!」 - 井上隊員（南極基地越冬隊）
- 昔三九郎 第1話「お命頂戴仕る」（1968年）
- 大忠臣蔵（1971年）